# Ратко Достанич
Ратко Достанич (на сръбски: Ратко Достанић / Ratko Dostanić) е бивш сръбски футболист и настоящ футболен треньор, роден на 25 октомври 1959 г. в Лучани, Сърбия (тогава част от СФР Югославия).

## Кариера като футболист
Като футболист Ратко Достанич играе на поста защитник. Почти цялата му кариера във френски отбори - той играе последователно за Бурж, Кан, Льо Ман, Родез, Ред Стар 93, Шатерло и ЕДС Монлюсон.

## Кариера като треньор
Достанич започва своята треньорска кариера през сезон 1995-96 като играещ треньор на френския нискодивизионен отбор на ЕДС Монлюсон. В периода до 2003 г. е помощник-треньор на сръбския специалист Славолюб Муслин в отборите на Левски (София) и Цървена звезда, води за кратък период и отбора на Обилич. След 2003 г. Ратко Достанич заема поста старши треньор в общо девет отбора от пет страни - сръбските Смедерево, Цървена звезда, ОФК Београд, Бежания и Срем, българския Славия (София) (на два пъти в периодите януари-септември 2004 и юли-декември 2006), гръцкия Верия, китайския Далиен Шиде и македонския Вардар.
На 23 юли 2009 г. Достанич е назначен на поста старши треньор на Левски (София), след като на заменя на уволнения ден преди това Емил Велев. Достанич подписва с отбора договор за 2+1 години - до месец юли 2012 г. На 18 октомври 2009 г., три месеца след като е назначен, Достанич напуска Левски (София) след поредица от слаби резултати.
На 21 март 2010 г. той е назначен за старши треньор на сръбския Цървена звезда.

## Успехи
Ратко Достанич няма успехи като футболист. Като старши треньор на Обилич през сезон 2000-01 той класира отбора си на трето място в сръбското първенство, достига и до полуфинал за купата на страната.
На 1 август 2009 г., 10 дни след като е назначен на поста старши треньор на Левски (София), той печели първия си трофей като треньор, завоювайки Суперкупата на България след победа над Литекс (Ловеч) с 1:0.